# Eriochrysis purpurata
Eriochrysis purpurata är en gräsart som först beskrevs av Alfred Barton Rendle, och fick sitt nu gällande namn av Otto Stapf. Eriochrysis purpurata ingår i släktet Eriochrysis och familjen gräs. Inga underarter finns listade i Catalogue of Life.